# Louis Dreyfus Armateurs
Pour les articles homonymes, voir Louis Dreyfus.
 (mai 2021).
Si vous disposez d'ouvrages ou d'articles de référence ou si vous connaissez des sites web de qualité traitant du thème abordé ici, merci de compléter l'article en donnant les références utiles à sa vérifiabilité et en les liant à la section « Notes et références ».
Louis Dreyfus Armateurs est une entreprise française, armateur de navires vraquiers, de câbliers, de remorqueurs de haute mer, navires rouliers et de moyens logistiques (barges et grues flottantes). Elle tient son nom de son fondateur, Léopold Louis-Dreyfus. La famille Louis-Dreyfus reste aujourd'hui son unique actionnaire. Elle est actuellement l'un des premiers armateurs français.
Philippe Louis-Dreyfus, cousin germain de Robert Louis-Dreyfus, détient environ 8 % et occupe en 2010 la 45e place dans le top des grandes fortunes de France.

## Gestion de port

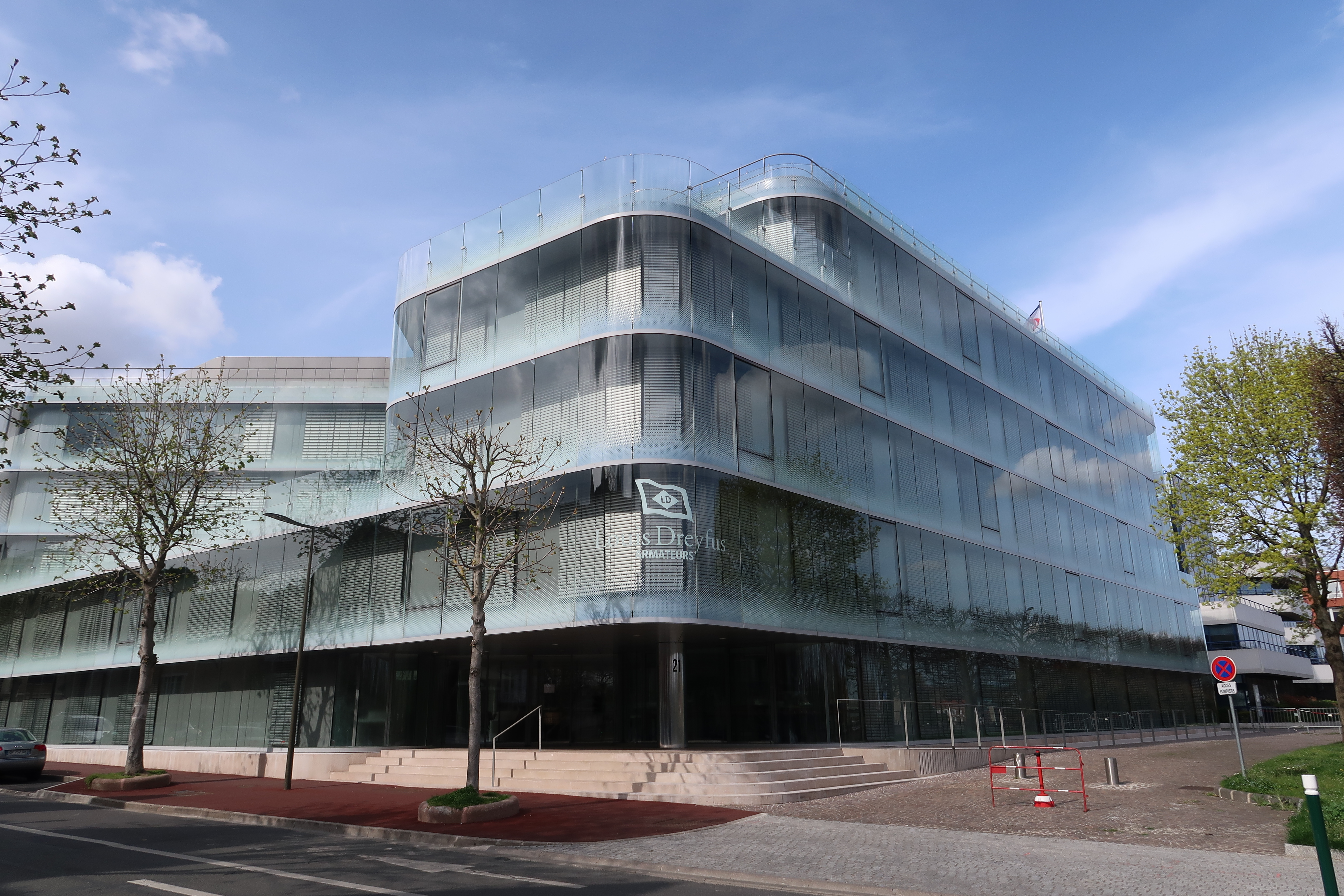
Siège au 21 quai Gallieni (Suresnes).

La société assure depuis le 1er janvier 2009, la gestion du port de commerce de Cherbourg avec la Chambre de commerce et d'industrie de Cherbourg-Cotentin au sein d'une société commune.

## Le Groupe Louis Dreyfus Armateurs
Depuis près de 150 ans, Louis Dreyfus Armateurs (LDA) est un des principaux acteurs mondiaux du transport et de la logistique de vracs secs. Avec une flotte d’une trentaine de navires vraquiers, de grues flottantes, de remorqueurs et de barges, ainsi que des services portuaires spécialisés, le Groupe Louis Dreyfus Armateurs offre un éventail complet de prestations à ses clients de la chaine d’approvisionnement du vrac.
Par ailleurs, Louis Dreyfus Armateurs s’est également spécialisé depuis de nombreuses années dans les partenariats technologiques avec des grands noms de l’industrie : pose de câbles sous-marins avec Alcatel-Lucent, recherche sismique offshore avec CGGVeritas, transport d’éléments d’avions avec Airbus. Cette offre de services offshore se complète, depuis l’année 2007, par le remorquage de haute mer, le transport de colis lourds et le sauvetage sous la marque Fairmount Marine BV. 
Le Groupe a également entamé une diversification volontariste sur le marché des navires rouliers et passagers. Ce développement permet à sa filiale LD Lines de se positionner en leader français des Autoroutes de la Mer et de devenir un acteur majeur des marchés de lignes régulières fret et passagers.
Au total la flotte Louis Dreyfus Armateurs représente une cinquantaine d’unités. Le Groupe emploie  aujourd’hui 2300 personnes dans le monde entier également réparties entre navigants et sédentaires Louis Dreyfus Armateurs est le premier employeur d’officiers français.

## Histoire
Louis Dreyfus Armateurs était à l’origine la branche maritime du groupe Louis Dreyfus, une société familiale française fondée en 1851 par Léopold Louis Dreyfus.

### De 1890 à la Libération
De 1890 à 1921 : en mer d'Azov et sur la mer Noire, navigue une petite flotte de cargos mixtes, voile et vapeur, pavillon russe, immatriculés à Rostov, armés par L-D pour servir de "feeders" de grain d'Ukraine, aux cargos, bloqués dans d'interminables attentes à Odessa, et affrétés par L-D pour les grands ports de Méditerranée. Ce sont les Victoria, Vagliano, Sophia, Sergei Witte, Helvetia. La révolution russe mettra fin à leur activité.
En 1903 : premier navire neuf de l'armement L-D, le cargo Carol 1er (nom choisi en l'honneur du roi de Roumanie, pays avec lequel L-D traite l'essentiel de son commerce de céréales).
De 1921 à 1928 : Tentative d’une flotte intégrée pour le transport de ses propres cargaisons. Vont entrer en flotte un cargo neuf  Emmy LD et huit cargos d'occasion, dont trois "war", navires du temps de guerre, précurseurs des "Liberty ships" de la Seconde guerre mondiale. Ce seront Sierentz, Leopold LD (I), Émilie LD (I), Louis LD (I), Germaine LD, Eliane LD, Lina LD, Émilie LD (II).
Tous ces navires furent vendus de 1927 à 1937 pour financer six cargos modernes à moteur Diesel (les seuls ainsi motorisés de la marine marchande française d'avant la guerre), à panneaux de cale métalliques, et à coque profilée.  Il s'agit de Léopold LD (II) et de Charles LD (I) construits à Goteborg, et de Pierre LD (I), Jean LD (I), Louis LD (II), François LD (II) construits en France.
Passés sous le pavillon de compagnie d'une société recréée à Marseille au moment de la guerre, la Cie Marseillaise de Navigation Coloniale, et débaptisés pour prendre les noms de Aldébaran, Procyon, Persée, Bételgeuse, Fomalhaut, Céphée, ces navires eurent des destins divers et parfois glorieux.
À la Libération, L-D se retrouvait avec quatre navires: Léopold LD, Jean LD, Louis LD, François LD. Deux bâtiments : Charles LD et Pierre LD avaient été coulés par l'ennemi.  Les Liberty Ships : Gien et Orléans furent attribués par le Gouvernement à la Compagnie. En remplacement du tonnage perdu, L-D recevait Charles LD (II), commencé Praunheim allemand, et achevé français à St Nazaire, ainsi que le petit cargo Etel, rebaptisé Cdt Gabriel Guena, et le mixte allemand Oakland, sabordé à Brest, renfloué, refondu et renommé Alain LD (I).
Vers la même époque (1950), un cargo de 8 500 t, Philippe LD (I) était commandé à Uraga/Japon, et en 1951, à Dunkerque, était lancé Pierre LD (II) (9350 tpl). Ces navires travaillaient sur la ligne d'Amérique du Sud, au trafic des Marchandises diverses et du grain.

### De 1952 à la création de CETRAGPA en 1972
En 1952 et 1953, quatre navires de 9500 tpl, étaient lancés à St Nazaire: Leopold LD (III), François LD (III), Gérard LD (I), Robert LD (I). Ils furent mis sur la ligne régulière Plata/Golfe. Le Liberty ship Ouistreham, des Messageries Maritimes fut transféré à L-D en I955.
Ces navires seront les derniers classiques de L-D à travailler sur les lignes avec les rescapés de la guerre et la flotte de transition. Les lignes ont été Can-Con (Canada Continent), Can Med, (Canada Méditerranée), en parallèle avec Montship (Montreal Shipping) et Capo Line/GENS/Sagital. Enfin, ce sera Gulf/SA, c'est-à-dire États-Unis (Golfe/Côte Est)/South Africa, ligne interrompue par la première fermeture du canal de Suez, en 1956. Quelques navires seront replacés sur la SEAS, ligne d'Amérique du Sud. Ce sera la dernière participation de L-D à un trafic de ligne, continué cependant par sa filiale italienne GENS/Sagital.
En 1957 étaient lancés à St Nazaire (Chantiers de l'Atlantique) deux cargos d'un type nouveau, "tout à l'arrière", de 11 280 tpl, prévus pour les pondéreux et le transport des voitures sur la route des grands lacs canadiens. C'étaient Louis LD (III) et Jean LD (II).
Un contrat long terme avec Biscore (British Steel) motiva la construction du Philippe LD (II) à Grand Quévilly. Conçu "tout à l'arrière", c'était un transport de minerai de faible tirant d'eau pour les ports anglais.
En 1961 et 1963 : construits à La Seyne, entraient en service trois navires identiques de 34 000 tpl Charles LD (III), Pierre LD (III), Gérard LD (II), plus connus sous le nom de "minéraliers de Dunkerque", de par leur affectation long terme à l'approvisionnement de la première usine sidérurgique sur l'eau française, USINOR. Ces bateaux à machine à l'arrière sont très caractéristiques, avec leur maigre passerelle placée au "centre de giration" à la demande expresse des pilotes, alors effrayés à l'idée de pivoter eux-mêmes avec le navire en évitage, si la passerelle eut été située dans un château de poupe.
En 1963 : les chantiers de La Ciotat lançaient un navire de conception Procacci, dit de « troisième génération », destiné au tramping des Grands Lacs, le François LD (V), de 24700 tpl, prévu pour le Seaway, nouvellement ouvert. Importation d'acier. Exportation de grain.
1967 : voit le lancement à Dunkerque du Cetra Lyra (I) un "monstre" de 75000 tpl engagé dans CETRAMAR pour l'acheminement du gros vrac minerai/charbon.
Les Ateliers et Chantiers de la Loire/St Nazaire, lancent en 1969 deux vraquiers avec cinq cales à deux écoutilles et deux grues mobiles Kampnagel. Deux navires de 19000 tpl qui jouent résolument le "petit format" au moment où le tonnage du vrac croit en flèche. Ce sont Alain LD (II) et Robert LD (II) prévus pour Bayonne, qui vont servir de carte d'entrée dans le pool Gearbulk (L-D, Buries Markes, Mowinckels, Jebsen) nouvellement créé. Puis vient l'inévitable temps des mastodontes: ore carriers, gros vraquiers cape size, O/O, OBO...
En 1971 : le minéralier Léopold LD (IV), sort des chantiers de Dunkerque. Il est prévu pour USINOR et particulièrement pour les possibilités extrêmes de l'écluse Charles de Gaulle : 126 632 tpl. Il approvisionne l'usine en minerai de fer.
En 1972 : est créé le pool CETRAGPA, entre Cetramar et Agpa, destiné à former une association de gros porteurs.

### De 1973 à la fin des années 1980
En 1973 : le groupe Rothschild abandonne le secteur maritime et confie les navires de la SAGA (Sté anonyme de Gérance et d'Armement), à la gérance de L-D.
La flotte L-D s'augmente alors de Cetra Centaurus(O/O), 170414 tpl, des aluminiers Paul Heroult et Sainte Claire Deville 8800 tpl, des gaziers LPG Cap Martin, Cap d'Antibes, Cap Ferrat, Providence Multina.
Mais le pool Gearbulk prend de l'extension. Pour sa part L-D investit dans quatre navires de 39000 tpl, qui sont construits au Japon : Louis LD (IV), Jean LD (III), Alain LD (III), Gérard LD (III). Ils ont cinq cales et deux portiques Hagglunds, et sont des sister ships des navires norvégiens du pool.
En 1976 : pour renforcer la participation L-D dans CETRAMAR, Cetra Norma est lancé en Yougoslavie (Rijeka), c'est un 74000 tpl, huit cales avec panneaux à ouverture latérale (side rolling).
En 1977 : Med Multina, petit porteur de LPG de 2 300 m3, ne fera qu'une brève apparition dans la flotte, dont il sortira en 1978.
Edouard L-D, méthanier de 130 000 m3, lancé en I977 par France Dunkerque, allait devoir attendre quatre ans à la chaîne aux iles d'Hyères la mise en service de l'usine de liquéfaction d'Arzew pour entrer lui-même en service entre Montoir et l'Algérie et s'avérer une réussite parfaite.
En 1979/1980 : Gearbulk demande d'autres investissements de la part de L-D, qui répond en lançant coup sur coup Charles LD (IV), et Pierre LD (IV), construits en Pologne. Des navires de 38000 tpl, cinq cales, deux portiques Hagglunds.
Lancé comme Peter à Séville en 1976, ce vraquier de 30 000 tpl, sept cales, quatre grues Atiensa Hydraulik, devient Philippe LD (III) en 1981 et en 1986 est rebaptisé La Richardais sous registre TAAF et mis sur des opérations de tramping handy size.
En 1982 : Robert LD (III) est lancé à Trieste.82000 tpl, il deviendra Manga en I984, puis Cetra Vega en I987. Son sister ship Louis LD (V), lancé en I983 deviendra le Cetra Lyra en I988.
CETRAGPA se développe. L-D y fait entrer Cetra Sagitta, 140000 tpl, construit au Japon en 1982.
La même année, entre en flotte un navire de I974, Dominique LD (I), 27200 tpl, construit au Japon, devenu La Chenais en I988.
1983, le petit Sophie B, de I977, 7000 tpl, sera exploité dans le groupe avant de devenir La Briantais, chargé entre autres de missions humanitaires, en I988.
Pour Gearbulk, encore en 1984, François LD (VI), et en I985 Monique LD (I), deux 39000 tpl, sont construits en Pologne. Ils sont du type Charles LD (IV) et Pierre LD (IV), de 1979 et 1980, mais équipés de portiques Mitsui.
Enfin une dernière commande pour Gearbulk : deux 43000 tpl, sont lancés en 1985 en Corée chez Hyundai : Alain LD (IV), et Charles LD (V), reconnaissables au système d'ouverture de leurs sept cales et à la cheminée décollée du château.
En 1990 : toute la flotte L-D dans Gearbulk sera vendue, après vingt ans d'une intense activité dans les transports les plus divers : ciment en vrac, clinkers, pâte à papier(wood pulp), bois sciés, charbon, soufre, papier kraft, papier journal, bauxite, minerai de fer, granit, alumine, aluminium en lingots, acier divers(coils), sel en vrac, grain, engrais, conteneurs, aux quatre coins du monde : Australie, Afrique du Nord, Amérique du Nord, Est et Ouest, golfe du Mexique, Canada, Japon, Brésil, Golfe Persique.
Construit en 1982 pour CETRAGPA, Cetra Corona, un 140000 tpl de Kawasaki, entre dans la flotte L-D en 1987.
En 1990 : La Frenais, construit en Espagne en I976, un 30000 tpl, frère de La Richardais, vient compléter la flotte des" handy size".
En 1990 : sont intégrés deux "panamax" Léopold LD (V), 75000 tpl, ex La Pampa de 1982, et Charles LD (VI), 65000 tpl, ex Lake River de 1986.
En 1987 : LD prend le contrôle du Pool CETRAGPA, spécialisé dans le transport par gros vraquiers.
L'un après l'autre sont lancés en Pologne (Gdynia), deux 165 000 tpl, Pierre LD (V), en 1992, Jean LD (IV), en 1993. 
Gérard LD (IV), navire de la même commande, entrera en service en 1994 et le LEOPOLD LD en 1996.
Dans le même temps pour faire face aux besoins de transport en Indonésie, LD commande deux navires Handysize équipés de grues et de crapauds. Le BATU en 1997 et le BARA en 1998.

### De 1990 à nos jours, une flotte en pleine évolution
En 1990, une activité de recherche océanographique commence, avec le CGG Mistral dès 1991. Deux autres unités seront ajoutées à cette flotte : le CGG Fohn et le CGG Harmattan. Une quatrième unité construite par les Chantiers de l'Atlantique rejoint la flotte en 1999 : le CGG Alizé.
En 1991, Louis Dreyfus Armateurs positionne sa stratégie sur le développement d’activités spécifiquement indonésiennes (minerais, concentrés, charbon) avec notamment le rachat de la société Orchard Maritime Service Pte Ltd, spécialisée dans le transport de charbon dans les eaux indonésiennes au moyen de barges remorquées. 
En 1992, un pétrolier VLCC est converti en navire de stockage de produits pétroliers : le Spec LDE 888. En 1993, LD convertit un navire de forage sous-marin en récupérateur d’épaves par grande profondeur. Il est renommé le Deepsea worker.
À la suite de l’arrivée de Philippe Louis-Dreyfus en 1996, quatre navires capesize sont commandés. Deux sont construits au Japon, le Pierre LD et le Charles LD, et les deux autres en Corée du Sud, l’Eric LD et le Philippe LD. Ces quatre navires sont livrés en 1999.
En 1996, le Channel Commander, un navire d’occasion NKK de type 150 000, est acheté. Il est renommé le Loire ORE. Par la suite 3 autres navires d’occasion sont achetés, le Marine Hunter, la Cordillera et le Marine courage.
En 2000, Louis Dreyfus Armateurs entame une politique de diversification à travers des partenariats initiés avec Alcatel puis Airbus Industrie en 2002.
Le partenariat avec Alcatel, à travers la filiale commune Alda Marine, conduira à la construction de trois navires câbliers de dernières générations : l’Île de Sein, l’Île de Batz et l’Île de Bréhat en novembre 2001. Ils sont construits au chantier Hyundai Mipo Dockyard en Corée du Sud. Un quatrième navire, l’Île de Ré (ex-Prerow construit en 1982) rejoint la flotte Alda Marine, après conversion en 2002 en Pologne aux chantiers Remontowa.
LD Travocean, autre filiale du groupe Louis Dreyfus Armateurs, spécialisée dans les travaux maritimes (notamment opérations d’ensouillage, d’implantation des câbles ou de levées de zones d’implantations), assure une activité complémentaire à Alda Marine.
Fret CETAM, coentreprise entre Louis Dreyfus Armateurs et Leif Höegh, fait construire trois navires rouliers de haute technicité pour le transport des composants Airbus de l’A380. Le Ville de Bordeaux en 2004 au chantier Jinling en Chine. Le City of Hamburg et le Ciudad de Cadiz seront eux construits à Singapour chez ST Marine en 2008 et 2009.
Entre-temps (en 2005), trois navires capesize à double coque ont été commandés chez Daewoo SME : le Jean LD et le Pierre LD (172 000 tonnes de port en lourd). Le 3e navire a été revendu sur cale.
En 2004 : Louis Dreyfus Armateurs se lance dans l’aventure de « l’autoroute de la mer » avec son partenaire italien, le groupe Grimaldi. Lancement et mise en service (suspendue depuis 2009) d’une ligne maritime entre Toulon et Civitavecchia.
2005 verra la création de LD Lines avec l’achat d’un car ferry, le Norman spirit. LD Lines est spécialisée dans les lignes régulières notamment de la Grande-Bretagne et de l’Irlande.
Cette même année, rachat de la société Nicolas frères, spécialiste de la manutention de véhicules à Fos-sur-Mer. Le groupe Louis Dreyfus Armateurs se positionne également dans la ligne régulière transmanche à travers sa filiale LD Lines et également en délégation de service public entre Dieppe et Newhaven à travers LD Transmanche ferries.
En 2007 : rachat du groupe Louis Dreyfus Armateurs par Philippe Louis-Dreyfus et ses enfants. Louis Dreyfus Armateurs devient ainsi indépendant du Groupe Louis Dreyfus. La même année, Louis Dreyfus Armateurs rachète Fairmount Marine BV, le spécialiste mondiale de remorquage en océan.
2008 voit l’arrivée du Norman Voyager, un nouveau ferry pour LD Lines qui permet d’augmenter les rotations vers l’Angleterre.
En 2009 : renforcement de l’activité des services portuaires spécialisés. Création d’une coentreprise avec la société indienne ABG Infralogistics. Cette société commune, dénommée ABG LDA Bulk Handling (ABG LDA), ambitionne de devenir le leader de la manutention des vracs secs en Inde, pays où les importations et exportations de marchandises en vracs (charbons, minerais, ciments, fertilisants…) sont en pleine croissance.
Parallèlement, création de la société Port de Cherbourg SAS, chargée de la gestion du port normand dans le cadre d’une délégation de service public.
2010 est également l’année de la mise en service de la première autoroute de la mer entre la France et l’Espagne, exploitée par GLD Atlantique. La liaison est assurée par le Norman Bridge, navire de type roulier passagers (« ro-pax »), d’une capacité de 120 camions ou de 150 remorques et pouvant accueillir jusqu’à 399 passagers.